# بیکرهیل (آلاباما)
بیکرهیل شهری است در ایالت آلاباما در کشور آمریکا.

## مکان
بیکرهیل در موقعیت (۳۱°۵۳′۰۶″شمالی ۸۵°۰۹′۱۴″غربی / ۳۱٫۸۸۴۹۵°شمالی ۸۵٫۱۵۳۹۰°غربی) قرار دارد. 
با توجه به اطلاعات اداره آمار آمریکا مساحت آن ۷٫۱۳ کیلومترمربع است.

## مردم‌شناسی
با توجه به آمار سال ۲۰۱۰ جمعیت آن ۲۷۹ نفر هستند. 
تعداد - واحد خانه در هر مساحت تقریبی (۳۹٫۱akm²) قرار دارد.